# چه کسی گفته نمی‌توانم سوار یک رنگین‌کمان بشوم!
چه کسی گفته نمی‌توانم سوار یک رنگین‌کمان بشوم! (انگلیسی: Who Says I Can't Ride a Rainbow!) فیلمی در ژانر درام به کارگردانی ادوارد مان و با بازیگری جک کلاگمن است که در سال ۱۹۷۱ منتشر شد. این فیلم همچنین اولین حضور معتبر مورگان فریمن در فیلم و سینما است.
برخی از بازیگران این فیلم عبارتند از جک کلاگمن، وال آوری، مورگان فریمن و هدر مک‌ری.

## تولید
عمده فیلمبرداری فیلم در ژانویه ۱۹۷۰ در نیویورک رخ داد.